# 차순석
차순석(車洵錫)은 한국 최초의 여자 약사이다. 1924년 조선 약학교를 졸업하고 약사가 되었다.

## 생애
차순석의 집안은 비교적 개방되어 있었고, 무엇보다 차순석 자신이 매우 능동적이었고, 독립심이 강했다. 그녀의 아버지는 여성 교육에 관심이 있어 그녀는 고등교육을 받을 수 있었다.
평양에서 태어난 차순석은 숭의여학교에 입학하였다가 1921년 졸업하였다. 그녀는 상급반이 되었을 때 여성 계몽 동아리인 결백대(潔白隊)를 결성하여 여성 계몽 운동을 벌였다. 대여섯 명의 회원과 함께 평안도, 함경도, 황해도를 비롯하여 멀리 경상도까지 가서 여성도 배워야 한다는 취지의 강연을 하였다. 3·1 운동이 일어난 직후여서 그녀의 강연은 큰 호응을 얻었으며, 가락지를 비롯한 패물을 내놓아 학교를 세우자는 이들도 있었다. 숭의여학교 측에서도 처음에는 반대하였으나 나중에는 그녀의 활동을 인정하였다.
1922년 조선 약학교에 입학한다. 차순석이 조선 약학교에 입학한 까닭은 여러 가지가 있었다. 우선 이미 있던 여약사 양성소는 일본인이 세운 학교라서 가지 않았다고 한다. 둘째로는 결백대 활동만으로는 한계가 있었고, 좀 더 넓은 안목을 가지고 활동을 하려면 그녀 자신이 경제적으로 독립할 필요가 있었기 때문이다. 의학이 아닌 약학을 선택한 까닭은 의학과는 달리 약학은 여성에게 미개척 분야였기 때문이다.
입학 당시 여자는 3명이었는데, 1명은 죽고, 1명은 만주로 간 뒤 소식이 없어 졸업할 때는 그녀 혼자였다고 한다. 반면 서울대약대동창회명부에는 그녀를 비롯하여 김순복, 김려운, 홍택수가 여자 졸업생으로서 있었다. 한편 1924년 3월 23일자 《동아일보》 기사에서 “1924년 3월 22일 조선약학교 졸업식에서 김순복, 차순석, 김려운 등 3인이 조선 여성 최초의 약학졸업생이 되었다.”라고 하였다.
약학교를 졸업한 뒤 여자들만 근무하던 동대문 병원에서 2년간 보냈다. 그 뒤 함흥 제2병원과 동대문 병원에서 잠시 근무하다가 미국으로 건너가서 7년간 더 약학 공부를 하였으나 개업하지 않았다. 그 와중에도 여성 계몽 운동을 계속하였고, 청중을 끌기 위해 성악가 윤심덕을 초청하기도 했다.

## 같이 보기
- 유세환
- 권기옥 : 한국 최초의 여자 비행사. 결백대의 구성원이었다.

## 참고 자료
- 김은신 (1995년 11월 1일). 〈여약사/쌀 한 가마에 4원, 약사 월급은 60원〉. 《이것이 한국 최초》. 삼문. 24~26쪽쪽. ISBN 978-89-85407-35-9.